# Huating
Huating (华亭市S, HuátíngP) è una città-contea della Cina, situata nella provincia del Gansu.